# سد وادي الرمل
سُدّ وَادِي الرَمَل سد يقع على وادي الرمل بمعتمدية زغوان بولاية زغوان بالوسط التونسي.

### مواضيع ذات علاقة
- وادي الرمل.
- معتمدية زغوان.
- ولاية زغوان.